# Basketballnationalmannschaft der Zentralafrikanischen Republik
Die Basketballnationalmannschaft der Zentralafrikanischen Republik der Herren vertritt die Zentralafrikanische Republik bei Basketball-Länderspielen. Die Auswahl war die erste subsaharische Mannschaft, die sich nach den Turniersiegen 1974 und 1987 bei den Endrunden der Afrikameisterschaft für eine globale Endrunde sowohl der Weltmeisterschaft als auch der Olympischen Spiele qualifizieren konnte.
Aktuell bekanntester Spieler ist Romain Sato, der nach einer kurzen Karriere in der NBA seit 2005 für verschiedene europäische Spitzenmannschaften spielt.

## Abschneiden bei internationalen Wettbewerben
| bis 1963 – nicht teilgenommen - 1967 – nicht qualifiziert - 1970 – nicht qualifiziert - 1974 – 14. Platz seit 1978 – nicht qualifiziert |  | bis 1984 – nicht teilgenommen/qualifiziert - 1988 – 10. Platz seit 1992 – nicht qualifiziert |

### Afrikameisterschaften
| - 1962 – nicht teilgenommen - 1964 – nicht qualifiziert - 1965 – nicht qualifiziert - 1968 – . Platz - 1970 – 4. Platz - 1972 – 4. Platz - 1974 – . Platz - 1975 – nicht teilgenommen - 1978 – nicht qualifiziert - 1980 – nicht qualifiziert | - 1981 – nicht qualifiziert - 1983 – 7. Platz - 1985 – 4. Platz - 1987 – . Platz - 1989 – 7. Platz - 1992 – 6. Platz - 1993 – nicht qualifiziert - 1995 – nicht qualifiziert - 1997 – 5. Platz - 1999 – nicht qualifiziert | - 2001 – 9. Platz - 2003 – 5. Platz - 2005 – 5. Platz - 2007 – 7. Platz - 2009 – 6. Platz - 2011 – 6. Platz - 2013 – 13. Platz - 2015 – 14. Platz - 2017 – 11. Platz - 2021 – 14. Platz |

## Olympiateilnehmer 1988
Angeführt wurde die Olympiamannschaft 1988, die immerhin zwei Spiele gewinnen konnte und den drittletzten und zehnten Platz belegte, von Anicet Lavodrama und Frédéric Goporo, die beide in den Vereinigten Staaten an der Houston Baptist University studiert hatten und als Basketballspieler ausgebildet worden waren. Während Lavodrama, der ein erfolgreicher Spieler in der spanischen Liga ACB war, später Funktionär und Spielerberater wurde, wurde Goporo, der unter anderem auch in Deutschland in der 2. Basketball-Bundesliga für die Paderborn Baskets aktiv war, 2012 Trainer der Nationalmannschaft, die jedoch nach 1988 trotz relativ regelmäßiger Teilnahmen an der Afrikameisterschaft keine Medaillen mehr gewann und auch keine weiteren Teilnahmen an globalen Endrunden zu verzeichnen hatte.
| Spieler | Spieler                 | Spieler           | Spieler | Spieler | Spieler  | Spieler                 |
| Nr.     | Name                    | Geburt            | Größe   | Info    | Einsätze | Verein                  |
| ------- | ----------------------- | ----------------- | ------- | ------- | -------- | ----------------------- |
|         |                         | Guards (PG, SG)   |         |         |          |                         |
| 4       | Sanda Bouba Oumarou     | 01.01.1958        | 187     |         |          |                         |
| 5       | Aubin-Thierry Goporo    | 15.05.1968        | 185     |         |          |                         |
| 6       | Joseph-Dieudonné Ouagon | 10.11.1962        | 187     |         |          |                         |
| 10      | Frédéric Goporo         | 08.08.1966        | 175     |         |          | Houston Baptist Huskies |
| 11      | Jean-Pierre Kotta       | 03.05.1956        | 187     |         |          |                         |
|         |                         | Forwards (SF, PF) |         |         |          |                         |
| 7       | Bruno-Nazaire Kongaouin | 12.10.1966        | 203     |         |          |                         |
| 8       | Eugène Pehoua-Pelema    | 08.04.1963        | 192     |         |          |                         |
| 9       | Guy M’Bongo             | 23.11.1968        | 201     |         |          |                         |
| 12      | Christian Gombe         | 22.02.1962        | 190     |         |          |                         |
| 15      | François Naoueyama      | 31.01.1957        | 202     |         |          |                         |
|         |                         | Center (C)        |         |         |          |                         |
| 12      | Anicet Lavodrama        | 04.07.1963        | 202     |         |          | OAR Ferrol              |
| 15      | Richard Bella           | 03.04.1964        | 205     |         |          |                         |

| Trainer | Trainer | Trainer  |
| Nat.    | Name    | Position |
| ------- | ------- | -------- |

| Legende                 | Legende            |
| Abk.                    | Bedeutung          |
| ----------------------- | ------------------ |
| (C)                     | Mannschaftskapitän |
| Quellen                 |                    |
| Teamhomepage            |                    |
| Ligahomepage            |                    |
| Stand: 9. November 2013 |                    |

| Legende                 | Legende            |
| Abk.                    | Bedeutung          |
| ----------------------- | ------------------ |
| (C)                     | Mannschaftskapitän |
| Quellen                 |                    |
| Teamhomepage            |                    |
| Ligahomepage            |                    |
| Stand: 9. November 2013 |                    |